# Kalmanshellir
Kalmanshellir – najdłuższa jaskinia Islandii.
W Kalmanshellir występują lodowe formy nacieków.